# Szamoskér
Szamoskér község Szabolcs-Szatmár-Bereg vármegyében, a Mátészalkai járásban.

## Fekvése
A Szatmári-síkságon fekszik, a Szamos folyó bal partján, a megyeszékhely Nyíregyházától mintegy 78 kilométerre keletre.
A szomszédos települései: észak felől Kérsemjén, kelet felől Nábrád, dél felől Tunyogmatolcs, északnyugat felől pedig Szamosszeg.

### Megközelítése
Csak közúton érhető el, Tunyogmatolcs vagy Szamosszeg érintésével, mindkét irányból a 4120-as úton. Az ország távolabbi részei felől a 491-es főúton közelíthető meg a legegyszerűbben, tunyogmatolcsi letéréssel.

## Története
Szamoskér (Kér) Árpád-kori település. Nevét 1292-ben említette először oklevél Keer néven.
1292-ben Keer (Kér), a Balogsemjén nemzetségből származó Ubul fia (Kállay) Mihály fiainak Szamos menti, annak bal partján fekvő birtoka volt.
A birtokot IV. László király halála után egy időre a Borsa nemzetségből származó Tamás fia (Kopasz) Jakab, majd az Aba nemzetségbeli Omode nádor, később pedig a Kaplon nemzetségből származó Gelénesi Jakó fia András szerezte meg.
1307-ben Ottó király visszaadta Kér birtokot Ubul fia Mihály ispán fiainak, István mesternek és testvéreinek.
1319-ben Mihály fia István mester rokonai osztoztak meg Kér birtokán.
1427-ben Keer a Szamos túlsó partján vele szemközt fekvő Kérsemjénnel együtt a Kállay család ősi birtokai közé tartozott.
1427-ben Zsigmond király a Kállay család tagjainak uj adományt adott rá, de egy részére a Zudar nembeliek is igényt támasztottak.
1494-ben a falunak már állt Szentháromság tiszteletére szentelt fatemploma is.
1548-ban Dobó Ferenc és Domokos is birtokrészt szereztek itt.
1910-ben 501 magyar lakosa volt. Ebből 33 római katolikus, 418 református, 42 izraelita volt.
A 20. század elején Szatmár vármegye Fehérgyarmati járásához tartozott.
A Kér a Szamos gyakori áradásai miatt sokat szenvedett, ezért többször is változtatta helyét.

## Közélete

### Polgármesterei
- 1990–1994: Bíró László (független)[3]
- 1994–1998: Tóth Sándorné (független)[4]
- 1998–2002: Tóth Sándorné (független)[5]
- 2002–2006: Tóth Sándorné (független)[6]
- 2006–2010: Tóth Sándorné (független)[7]
- 2010–2014: Teremi László (független)[8]
- 2014–2019: Teremi László (Fidesz-KDNP)[9]
- 2019–2024: Soós Endre (független)[10]
- 2024– : Soós Endre (független)[1]

## Népesség
A település népességének változása:
| Lakosok száma | 398  | 414  | 400  | 394  | 369  | 390  | 372  |
|               | 2013 | 2014 | 2015 | 2021 | 2022 | 2023 | 2024 |

2001-ben a község lakosságának közel 100%-a magyar nemzetiségűnek vallotta magát.
A 2011-es népszámlálás során a lakosok 94,9%-a magyarnak, 6,7% cigánynak mondta magát (5,1% nem nyilatkozott; a kettős identitások miatt a végösszeg nagyobb lehet 100%-nál). A vallási megoszlás a következő volt: római katolikus 4,4%, református 76,9%, görögkatolikus 1%, felekezeten kívüli 8% (9,8% nem válaszolt).
2022-ben a lakosság 81,3%-a vallotta magát magyarnak, 8,4% cigánynak, 0,8% ukránnak, 0,5% egyéb, nem hazai nemzetiségűnek (17,9% nem nyilatkozott; a kettős identitások miatt a végösszeg nagyobb lehet 100%-nál). Vallásuk szerint 0,8% volt római katolikus, 44,4% református, 1,9% görög katolikus, 2,2% egyéb keresztény, 18,4% felekezeten kívüli (31,4% nem válaszolt).

## Nevezetességei
A református templom, mely a vármegyében egyedi építészeti stílusban épült. Sokan Napóleon-kalaphoz, mások viszont egy hal alakjához hasonlítják.[forrás?]